# Ghetto de Satu Mare
Le ghetto de Satu Mare fait partie des ghettos imposés par les nazis aux Juifs d'Europe occupée pendant la Seconde Guerre mondiale. Il se trouvait dans la ville de Satu Mare (hongrois : Szatmárnémeti), du județ de Satu Mare, en Transylvanie ; ce territoire, aujourd'hui roumain, appartenait à l'époque au Royaume de Hongrie, sous le nom de comitat de Szatmár, à l'issue du second arbitrage de Vienne, depuis 1940 jusqu'en 1944. Le ghetto était actif au printemps 1944, après l'opération Margarethe.

## Histoire
En raison de la densité relativement élevée de Juifs dans le comitat, dont la communauté de Satmar, les autorités hongroises ouvrent deux ghettos : l'un à Satu Mare, l'autre à Baia Mare. À l'origine, Carei héberge aussi un ghetto pour les Juifs de la ville et de ses environs ; toutefois, les prisonniers — dirigés par un Judenrat composé de István Antal, Jenő Pfefferman, Ernő Deutsch et Lajos Jakobovics — sont rapidement transférés à  Satu Mare.
Le 26 avril se tient une conférence régionale sur l'envoi des Juifs dans des ghettos ; y assistent plusieurs autorités de l'administration et la gendarmerie, qui organisent ensuite des comités pour rafler les Juifs dans la ville et ses environs. La réunion est présidée par László Csóka, maire de Satu Mare. 
Le ghetto compte jusqu'à 18 000 prisonniers, issus de plusieurs districts : Ardud, Baia Mare, Carei, Copalnic-Mănăștur, Csenger, Fehérgyarmat, Mátészalka, Orașu Nou, Satu Mare, Șomcuta Mare et Seini. Le policier Béla Sárközi est chargé de commander le ghetto. Zoltán Schwartz dirige le Judenrat, qui compte aussi d'autres personnalités influentes comme Samuel Rosenberg, Singer, Lajos Vinkler et József Borgida.
Béla Sárközi, secondé par Károly Csegezi et N. Deményi, entreprend la fouille pour trouver des objets de valeur, en y recourant aux violences habituelles dans ce cadre. Leur efficacité est soutenue par Une unité spéciale de cinquante gendarmes venus du secteur de Mérk. Six convois sont utilisés pour la liquidation du ghetto : le 19 mai (3 006 victimes), le 22 mai (3 300), le 26 mai (3 336), le 29 mai (3 306), le 30 mai (3 300) et le 1er juin (2 615) ; au total, 18 863 victimes juives sont envoyées depuis ce ghetto vers Auschwitz,.